# ブルースロック
ブルースロック (blues rock) は、ロック音楽のジャンルの一つ。1960年代以降のロックの中で、白人がブルースをロック的なスタイルで演奏したジャンルである。ブームはイギリスで始まり、アメリカでも演奏するミュージシャンが現れた。

## 概要
ルーツはB.B.キングやマディ・ウォーターズ、エルモア・ジェームスらのブルースであり、その模倣から始まった。エレクトリック・ギターがバンドの主役となり、歌よりも即興による演奏に白人のブルース・ファンの関心が集まった。スタジオ録音作品では、エレクトリック・ギターの即興演奏が聴かれたが、一部のバンドはライブでは爆音ともいえる大音量で演奏を繰り広げた。それがハードロックに継承された側面もある。
イギリスでは1961年に、アレクシス・コーナーがスキッフル仲間だったシリル・デイヴィスを誘い、ブルース・インコーポレイテッドを結成し、ブルースロック・ブームのさきがけとなった。さらにコーナーはエレクトリック・ブルースを演奏するだけでなく、ブルースのためのライブハウスまでオープンさせた。コーナーのバンドには、ジャック・ブルースやディック・ヘクストール＝スミスも在籍していた。また、ライブ・ハウスの客にはミック・ジャガーやブライアン・ジョーンズ、スティーヴ・マリオット、エリック・クラプトンらもいた。後にローリング・ストーンズやアニマルズもブルースロックを演奏し始めた。ブルースロックを演奏するアメリカのミュージシャンとしては、ポール・バターフィールド・ブルース・バンドやマイク・ブルームフィールド、ジョニー・ウィンターらが有名である。なお、フリートウッド・マック、チキン・シャック、サヴォイ・ブラウンを「三大ブリティッシュ・ブルース・バンド」と呼ぶのは日本独自の表現であり、サヴォイ・ブラウンはイギリスでは特に評価が低かった。

## 主なミュージシャン
- フリートウッド・マック[7]
- ジェスロ・タル[注 2]
- エインズレー・ダンバー・リタリエイション[8]
- ピーター・グリーン
- ジョニー・ウィンター
- アレクシス・コーナー&ブルース・インコーポレイテッド
- ジョン・メイオール&ブルース・ブレイカーズ
- ポール・バターフィールド・ブルース・バンド
- マイク・ブルームフィールド
- キャンド・ヒート
- キーフ・ハートリー・バンド
- クライマックス・ブルース・バンド
- クリーム
- デレク・アンド・ザ・ドミノス
- エリック・クラプトン
- ストーン・ザ・クロウズ
- ヴィネガー・ジョー
- フリー
- ポール・ロジャース
- チキン・シャック
- テン・イヤーズ・アフター
- ロリー・ギャラガー